# Tukita
Tukita (en rus: Тукита) és un poble de la república del Daguestan, a Rússia. Segons el cens del 2010 tenia 588 habitants.